# Shinji Aramaki
Shinji Aramaki (荒牧 伸志, Aramaki Shinji, nascut el 2 d'octubre de 1960) és un director d'anime i dissenyador mecànic japonès de la prefectura de Fukuoka. Es va graduar a l'Institut de Secundària de la Prefectura de Fukuoka i a la Universitat d'Okayama. Va ser membre d'Artmic i actualment és el director creatiu (CCO) de Sola Digital Arts. És una figura destacada de l'animació 3DCG al Japó.

## Història
Des de l'escola secundària fins al batxillerat, Aramaki va ser influenciat per Space Battleship Yamato, Mobile Suit Gundam, i Star Wars, i aspirava a una carrera a les arts visuals. Durant el seu temps a la Universitat d'Okayama, va ser membre del club manga. Una de les seves obres més conegudes de la seva etapa al club manga va ser l'animació autoproduïda Moonstruck Artemis.
El mateix Aramaki va declarar que no tenia cap desig particular de treballar en la indústria de l'animació, sinó que hi va entrar perquè podia dibuixar i perquè la indústria tenia un ampli ventall d'oportunitats. No distingeix entre els gèneres d'animació i d'acció real, i diu que la difusió de la tecnologia digital li ha facilitat treballar en els camps de l'animació i l'acció en directe, ja que el límit entre ambdues ha desaparegut. És especialment conegut pel seu treball a l'anime amb mecha del tipus que es pot transformar en exoesquelets mecànics i motocicletes.
El 2004, va dirigir Appleseed, el primer anime en viu en 3D del món que va introduir la captura de moviment, que va tenir un gran impacte en els creadors no sols al Japó sinó també a tot el món.
El 27 d'octubre de 2011, Aramaki va participar en una taula rodona a la reunió d'inici de VFX-JAPAN.
El 29 de novembre de 2018, es va anunciar que ell i Kenji Kamiyama dirigiran la temporada inicial de Blade Runner: Black Lotus, un anime per a Adult Swim i Crunchyroll.

## Treballs

### Com a director
- Metal Skin Panic MADOX-01 (director, 1987)
- Megazone 23 III (director, 1989, amb Ken'ichi Yatagai)
- Genesis Survivor Gaiarth (director, 1992–1993)
- Appleseed (director, 2004)[11]
- Appleseed Ex Machina (director, 2007)[11]
- Viper's Creed (director en cap, 2009)
- Halo Legends, episodi The Package (director, 2010)
- Starship Troopers: Invasion (director, 2012)[12]
- Capità Harlock (director, 2013)[13][14][15]
- Appleseed Alpha (director, 2014)[16]
- Evangelion: Another Impact (director, 2014)[17]
- Starship Troopers: Traitor of Mars (director, 2017, amb Masaru Matsumoto)
- Ultraman (director, 2019–2023, amb Kenji Kamiyama)
- Ghost in the Shell: SAC 2045 (director, 2020–2022, amb Kenji Kamiyama)
- Blade Runner: Black Lotus (director, 2021–2022, amb Kenji Kamiyama)

### Com a dissenyador
- Genesis Climber MOSPEADA (disseny mecànic, 1983–1984)
- Pole Position (disseny mecànic, 1984)
- The Transformers (disseny mecànic, 1984–1987)[18]
- Megazone 23 (disseny mecànic, 1985–1989)
- M.A.S.K. (disseny mecànic, 1985–1986)
- Bubblegum Crisis (disseny de producció, 1987–1991)
- Metal Skin Panic MADOX-01 (disseny mecànic, 1988)
- The New Adventures of He-Man (disseny mecànic, 1990)
- Bubblegum Crash (disseny de producció, 1991)
- Genesis Survivor Gaiarth (disseny mecànic, 1992–1993)
- Gasaraki (disseny mecànic, 1998–1999)
- Bubblegum Crisis Tokyo 2040 (mecha design, 1998–1999)
- Digimon Tamers (CG design, 2001–2002)
- s-CRY-ed (treball de disseny, 2001)
- Crush Gear Turbo (disseny mecànic, 2001–2003)
- Witch Hunter Robin (treball de disseny, 2002)
- Wolf's Rain (disseny mecànic, 2003)
- Astro Boy (sèrie de televisió de 2003) (disseny mecànic, 2003–2004)
- Fullmetal Alchemist (disseny de producció, 2003–2004)
- Mobile Suit Gundam MS IGLOO (disseny mecànic, 2004–2009)
- Naruto the Movie: Ninja Clash in the Land of Snow (disseny mecànic, 2004)
- Sugar Sugar Rune (makai art concept, 2005–2006)
- Project Blue Earth SOS (disseny mecànic, 2006)
- Reideen (disseny mecànic, 2007)
- Kishin Taisen Gigantic Formula (disseny mecànic (Nephthys-IX), 2007)
- Soul Eater (disseny conceptual, 2008)
- Halo Legends (2010), episodis Prototype (power suit designer) i The Package (disseny mecànic)
- Star Driver: Kagayaki no Takuto (disseny conceptual, 2010–2011)
- Fullmetal Alchemist: The Sacred Star of Milos (disseny mecànic, 2011)
- Tenkai Knights (disseny de concepte, 2013)
- Blade Runner Black Out 2022 (disseny de spinner, 2017)

### Altres
- Kappa (CG design)
- Ping Pong (escena de taula de tennis CG)
- Genocyber (productor, 1994)
- Sonic Unleashed (CG movie director)
- Gasaraki (guionista de l’episodi 25, 1998-1999)
- Halo Legends (assessor creatiu, 2010)